# Maria Tereza de Austria (1816–1867)
Arhiducesa Maria Theresa (Isabella) de Austria-Teschen (31 iulie 1816, Viena – 8 august 1867, Albano) a fost a doua soție a regelui Ferdinand al II-lea al Celor Două Sicilii.

## Familie

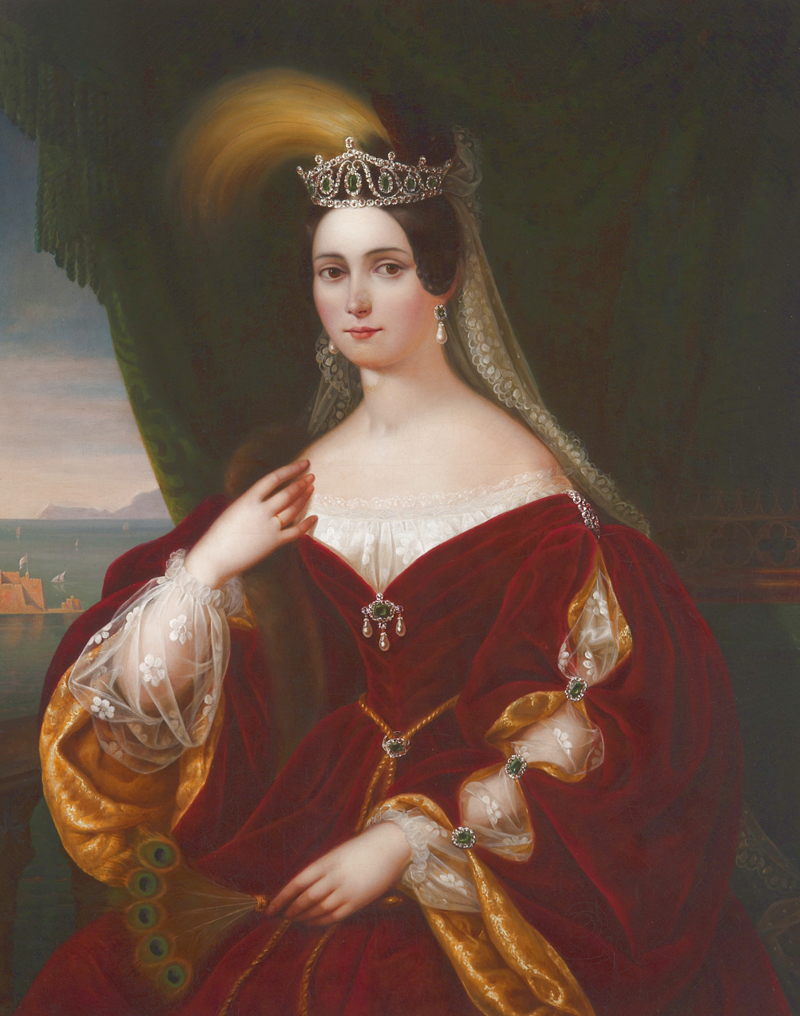
Portret al Mariei Theresa de Austria-Teschen.

A fost fiica cea mare a Arhiducelui Carol, duce de Teschen și a soției sale, Henrietta de Nassau-Weilburg. Bunicii paterni au fost Leopold al II-lea, Împărat Roman și Infanta Maria Luisa a Spaniei. Bunicii materni au fost Frederic Wilhelm de Nassau-Weilburg (1768–1816) și  Louise Isabelle de Kirchberg.
Frederic Wilhelm a fost fiul cel mare al lui Karl Christian de Nassau-Weilburg și al Prințesei Wilhelmine Carolina de Orania-Nassau.
Wilhelmine Carolina a fost fiica lui Wilhelm al IV-lea, Prinț de Orania și Anne, Prințesă Regală. Anne a fost fiica cea mare a regelui George al II-lea al Marii Britanii și a reginei Caroline de Ansbach.

## Regină
La 27 ianuarie 1837, Maria Theresa s-a căsătorit cu Ferdinand al II-lea al Celor Două Sicilii. Mireasa avea aproape 21 de ani iar mirele 27.
Regina Maria Tereza a fost descrisă ca fiind prost îmbrăcată și nu a răspuns idealului unei persoane regale: ei nu i-a plăcut rolul public și viața la curte și a preferat să stea în camerele ei private dedicându-se copiilor. Ea a avut o relație bună atât cu soțul cât și cu fiul ei vitreg, Francisc.
Maria Tereza a fost interesată de politică: ea este cunoscută pentru calitatea de consilier al regelui. Când nu putea fi prezentă la recepția oficială, și dorea să audă conversația, ea asculta convorbirea din spatele ușii. Maria Tereza l-a îngrijit Ferdinand pe patul de moarte.

## Regina mamă

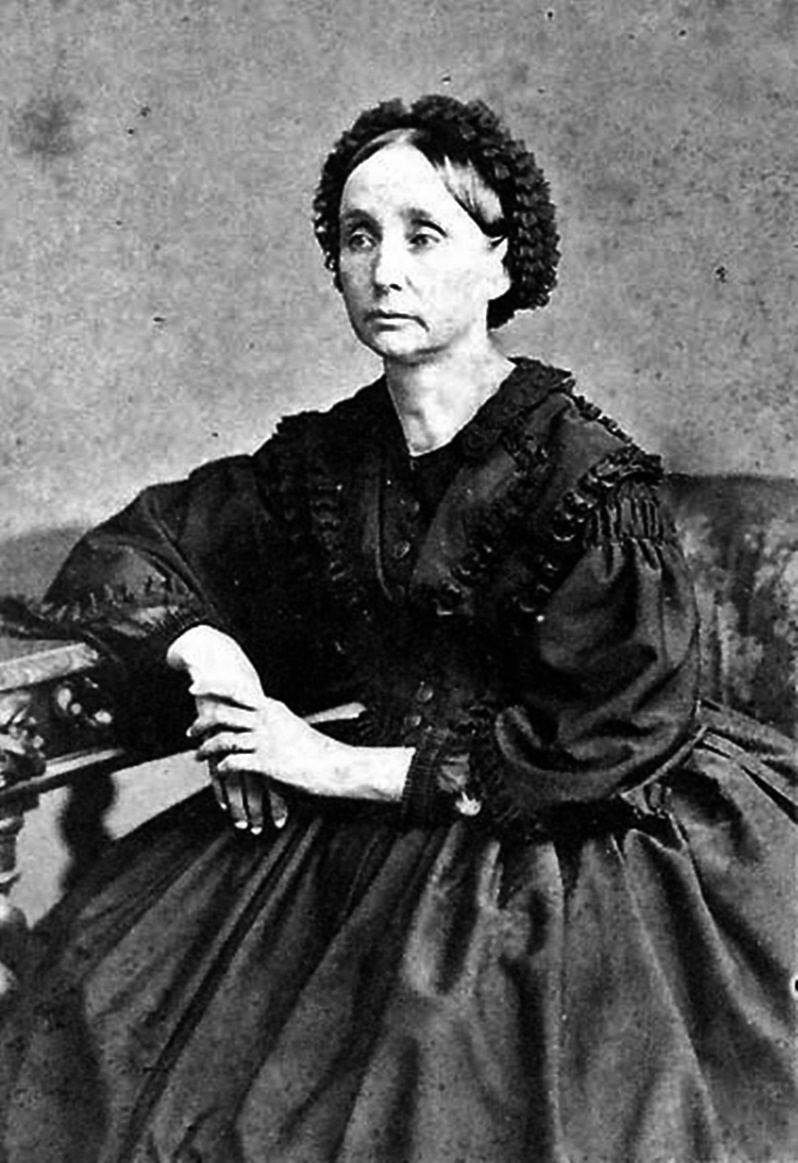
Therese de Habsburg-Teschen

După moartea soțului ei, ea și-a continuat activitatea politică, deveniind sfătuitoarea fiului ei vitreg, noul monarh.  S-a considerat că politica ei autoritară a contribuit la nemulțumirea populară care a dus la desființarea regatului Neapole.
Soția lui Francisc, Maria Sofia de Bavaria, își disputa influența asupra soțului ei cu maria Tereza și Francisc a avut o poziție dificilă în conflictul dintre soția sa și mama vitregă. Maria Sofia l-a informat pe Francis despre un complot pus la cale de Maria Tereza în încercarea de a-l pune pe fiul ei biologic pe tron însă Francisc a ales s-o creadă pe Maria Tereza, atunci când ea și-a jurat nevinovăția.
După ce au început revolte împotriva monarhiei, Francisc a decis să asculte mai degrabă sfatul soției decât cel al mamei vitrege. Maria Tereza a fost printre primii care a părăsit Neapole în timpul răscoalei: întâi la Gaeta cu copiii și consilierii ei, apoi la Roma. A locuit în același palat cu Francisc și Maria Sofia.
Maria Tereza a murit de holeră la vârsta de 51 de ani, îngrijită de fiul vitreg care a jelit-o foarte mult.

## Copii
Maria Tereza și Ferdinand au avut 12 copii (șapte băieți și cinci fete):
- Prințul Louis, Conte de Trani (1 august 1838 - 8 iunie 1886); căsătorit cu Matilda Ludovika, sora împărătesei Elisabeta a Austriei ("Sisi"). Singura lor fiică, Prințesa Maria Teresa de Bourbon-Două Sicilii, s-a căsătorit cu Wilhelm, Prinț de Hohenzollern.
- Prințul Albert Maria, Conte de Castrogiovanni (17 septembrie 1839 - 12 iulie 1844); a murit în copilărie
- Prințul Alfonso, Conte de Caserta (28 martie 1841 - 26 mai 1934); căsătorit cu verișoara sa primară Prințesa Antonietta de Bourbon-Două Sicilii, au avut copii. Actuala linie de Bourbon-Două Sicilii descinde de la el.
- Prințesa Maria Annunciata de Bourbon-Două Sicilii (24 martie 1843 - 4 mai 1871); căsătorită cu Arhiducele Carol Ludovic al Austriei, au avut copii
- Maria Immaculata Clementina de Bourbon-Două Sicilii (14 aprilie 1844 - 18 februarie 1899); căsătorită cu Arhiducele Karl Salvator, Prinț de Toscana, au avut copii
- Prințul Gaetan, Conte de Girgenti (12 ianuarie 1846 - 26 noiembrie 1871). În 1868 s-a căsătorit cu Isabel, Infantă a Spaniei (fiica cea mare a reginei Isabela a II-a a Spaniei) și a fost numit Infante al Spaniei.
- Prințul Giuseppe, Conte de Lucera (4 martie 1848 - 28 septembrie 1851); a murit în copilărie
- Prințesa Maria Pia de Bourbon-Două Sicilii (21 august 1849 - 29 septembrie 1882); căsătorită cu Robert I, Duce de Parma, au avut copii.
- Prințul Vincenzo, Conte de Melazzo (26 aprilie 1851 - 13 octombrie 1854); a murit în copilărie
- Prințul Pasquale, Conte de Bari (15 septembrie 1852 - 21 decembrie 1904); s-a căsătorit morganatic cu Blanche Marconnay.
- Prințesa Maria Luisa Immaculata de Bourbon-Două Sicilii (21 ianuarie 1855 - 23 februarie 1874); căsătorită cu Prințul Henric, Conte de Bardi, n-au avut copii
- Prințul Gennaro, Conte de Caltagirone (28 februarie 1857 - 13 august 1867); a murit în copilărie